# Werkverzeichnis von Eva Gonzalès
Das Werkverzeichnis von Eva Gonzalès enthält das bekannte Gesamtwerk der in Öl, als Pastell, als Aquarell oder Kohlezeichnung ausgeführten Bilder der französischen Malerin Eva Gonzalès. Die Liste orientiert sich hierbei am Werkverzeichnis der Autoren Sainsaulieu/de Mons, in dem Werke in den verschiedenen Techniken zusammen aufgeführt sind. Da das Werkverzeichnis dieser Autoren aus dem Jahr 1990 stammt, spiegeln die dort enthaltenen Informationen nicht zwingend den aktuellen Stand der Wissenschaft. Neuere Zuschreibungen finden sich in der nachfolgenden Liste weiterer zugeschriebener Werke.

## Werkliste
Die Angaben in der Liste sind überwiegend aus dem Werkverzeichnis von Marie-Caroline Sainsaulieu und Jacques de Mons aus dem Jahr 1990 übernommen. Entsprechend sind die Titel in französischer Sprache angegeben. Unter WV ist die Nummer im Werkverzeichnis von Sainsaulieu/de Mons angegeben. Da die Künstlerin ihre Arbeiten häufig nicht datiert hat und nur wenige Informationen zur Entstehung der Bilder bekannt sind, kann die listenhafte Erfassung ihrer Werke nur bedingt eine Sortierung nach Datierung bieten. In der Spalte Technik wird zwischen Ölmalerei, Pastellen, Aquarellen und Kohlezeichnungen unterschieden und zudem der Bildträger bezeichnet. Beim Format wird die Höhe vor der Breite genannt und beide Angaben sind in Zentimetern angegeben. Die Spalte Sammlung zeigt teilweise abweichend vom Werkverzeichnis den aktuellen Besitzer, soweit dieser bekannt ist und es sich um eine öffentliche Sammlung handelt. Namentliche Angaben zu Privatsammlungen sind nicht angegeben, da diese nicht aktuell überprüfbar sind.
| Bild  | WV     | Titel (französisch)                                             | Datierung    | Technik                            | Format                              | Sammlung, Ort                                                                               |
| ----- | ------ | --------------------------------------------------------------- | ------------ | ---------------------------------- | ----------------------------------- | ------------------------------------------------------------------------------------------- |
|       | WV 1   | Jeanne Gonzalès de profil                                       | um 1865–1870 | Öl auf Holz                        | 16 × 14 cm (Oval)                   | Musée des Beaux-Arts Marseille                                                              |
|       | WV 2   | Petit profil aux nattes                                         | um 1865–1870 | Öl auf Karton                      | 22 × 15,5 cm                        | Privatsammlung                                                                              |
|       | WV 3   | Paysage de Toscane d’après Corot                                | um 1865–1870 | Öl auf Leinwand                    | 29 × 46 cm                          | Privatsammlung                                                                              |
|       | WV 4   | La soubrette                                                    | um 1865–1870 | Öl auf Leinwand auf Karton gezogen | 40,5 × 27 cm                        | Privatsammlung                                                                              |
|       | WV 5   | La demoiselle                                                   | um 1865–1870 | Öl auf Leinwand auf Karton gezogen | 40,5 × 27 cm                        | Privatsammlung                                                                              |
|       | WV 6   | Le thé                                                          | um 1865–1869 | Öl auf Leinwand                    | 94 × 60 cm                          | Privatsammlung                                                                              |
|       | WV 7   | Portrait de jeune fille                                         | um 1865–1870 | Öl auf Leinwand                    | 56 × 46,5 cm                        | Privatsammlung                                                                              |
|       | WV 8   | La psyché                                                       | um 1869–1870 | Öl auf Leinwand                    | 39 × 26,5 cm                        | National Gallery London                                                                     |
| fehlt | WV 9   | Petite marine                                                   | um 1865–1870 | Öl auf Leinwand auf Holz gezogen   | 15 × 25 cm                          | Privatsammlung                                                                              |
| fehlt | WV 10  | Le cimetière                                                    | um 1865–1870 | Öl auf Leinwand                    | 25 × 32 cm                          | Privatsammlung                                                                              |
| fehlt | WV 11  | Les oies                                                        | um 1865–1870 | unbekannt                          | unbekannt                           | Verbleib unbekannt                                                                          |
|       | WV 12  | La servante                                                     | um 1865–1870 | Öl auf Leinwand                    | 41 × 32,5 cm                        | Petit Palais Paris                                                                          |
| fehlt | WV 13  | La robe grise                                                   | um 1865–1870 | Öl auf Leinwand auf Holz gezogen   | 18,5 × 13,5 cm                      | Privatsammlung                                                                              |
|       | WV 14  | Le chignon                                                      | um 1865–1870 | Öl auf Leinwand auf Karton gezogen | 51 × 40 cm                          | Privatsammlung                                                                              |
|       | WV 15  | Le moineau                                                      | um 1865–1870 | Pastell auf Papier                 | 60 × 49 cm                          | Privatsammlung                                                                              |
|       | WV 16  | Portrait de femme                                               | 1869–1870    | Öl auf Leinwand                    | 55 × 45,5 cm                        | Privatsammlung                                                                              |
|       | WV 17  | Portrait de Madame E. G. (Emmanuel Gonzalès), mère de l’artiste | 1869–1870    | Pastell                            | 61,5 × 51 cm                        | Privatsammlung                                                                              |
|       | WV 18  | Enfant de troupe oder Le clairon                                | 1869–1870    | Öl auf Leinwand                    | 130 × 98 cm                         | Musée Gaston Rapin Villeneuve-sur-Lot                                                       |
| fehlt | WV 19  | La passante                                                     | um 1869–1870 | Öl auf Leinwand                    | 38,5 × 25 cm                        | Privatsammlung                                                                              |
|       | WV 20  | Portrait de Mlle J. G. (Jeanne Gonzalès)                        | 1869–1870    | Pastell                            | 56 × 46 cm                          | Privatsammlung                                                                              |
|       | WV 21  | L’éventail                                                      | um 1869–1870 | Pastell                            | 43 × 28 cm                          | Minneapolis Institute of Arts Minneapolis                                                   |
|       | WV 22  | Étude de soldat                                                 | um 1870      | Öl auf Leinwand auf Holz gezogen   | 19 × 13 cm                          | Privatsammlung                                                                              |
| fehlt | WV 23  | La nourrice                                                     | um 1870–1871 | Öl auf Leinwand                    | 59 × 41 cm                          | Verbleib unbekannt                                                                          |
|       | WV 24  | La fenêtre                                                      | um 1870–1871 | Öl auf Leinwand                    | 55,6 × 46,2 cm                      | Denver Art Museum Denver                                                                    |
| fehlt | WV 25  | Intérieur de crèche (Dieppe)                                    | um 1870–1871 | unbekannt                          | unbekannt                           | Verbleib unbekannt                                                                          |
| fehlt | WV 26  | Petite fille                                                    | um 1870–1871 | Öl auf Leinwand auf Holz gezogen   | 20,5 × 13 cm                        | Privatsammlung                                                                              |
| fehlt | WV 27  | Une crèche (Dieppe)                                             | um 1870–1871 | Öl auf Leinwand                    | 38 × 46 cm                          | Privatsammlung                                                                              |
|       | WV 28  | Oignons                                                         | um 1871–1872 | Aquarell                           | 10 × 20,7 cm                        | Privatsammlung                                                                              |
| fehlt | WV 29  | Pêches et raisins                                               | um 1871–1872 | Aquarell                           | 12 × 27 cm                          | Verbleib unbekannt                                                                          |
|       | WV 30  | Nature morte aux deux pêches avec raisins                       | um 1871–1872 | Öl auf Leinwand                    | 18,5 × 36 cm                        | Privatsammlung                                                                              |
|       | WV 31  | Anémones au vase bleu                                           | um 1871–1872 | Öl auf Leinwand                    | 40 × 32 cm                          | Privatsammlung                                                                              |
|       | WV 32  | Prunes, raisins et verre d’eau                                  | um 1871–1872 | Öl auf Leinwand                    | 18,5 × 35,5 cm                      | Privatsammlung                                                                              |
|       | WV 33  | Les pivoines et le hanneton                                     | um 1871–1872 | Öl auf Leinwand                    | 26 × 35 cm                          | Privatsammlung                                                                              |
|       | WV 34  | La plage de Dieppe (Vue prise du château)                       | um 1871–1872 | Öl auf Leinwand                    | 28 × 69 cm                          | Musée-Château Dieppe                                                                        |
|       | WV 35  | L’avant-port (Dieppe)                                           | um 1871–1872 | Öl auf Leinwand auf Karton gezogen | 22,5 × 27 cm                        | Privatsammlung                                                                              |
|       | WV 36  | Bouquet                                                         | um 1871–1872 | Öl auf Leinwand                    | 35 × 25 cm                          | Privatsammlung                                                                              |
| fehlt | WV 37  | Poires                                                          | um 1871–1872 | Öl auf Leinwand auf Karton gezogen | 22,5 × 27 cm                        | Verbleib unbekannt                                                                          |
| fehlt | WV 38  | Nature morte aux poires                                         | um 1871–1872 | Aquarell                           | 18 × 23 cm                          | Privatsammlung                                                                              |
|       | WV 39  | L’indolence                                                     | um 1871–1872 | Öl auf Leinwand                    | 100 × 83 cm                         | Privatsammlung                                                                              |
|       | WV 40  | La plante favorite                                              | um 1871–1872 | Pastell                            | 46 × 38 cm                          | Privatsammlung                                                                              |
|       | WV 41  | Portrait de Jeanne Gonzalès                                     | um 1870–1872 | Aquarell und Gouache               | 24,3 × 18,6 cm                      | Privatsammlung                                                                              |
| fehlt | WV 42  | Portrait de Jeanne Gonzalès                                     | um 1870–1872 | Öl auf Leinwand                    | 55 × 46 cm                          | Privatsammlung                                                                              |
|       | WV 43  | La jeune élève                                                  | um 1871–1872 | Öl auf Leinwand                    | 48 × 36 cm                          | Museo Soumaya Mexiko-Stadt                                                                  |
|       | WV 44  | La femme en bleu                                                | um 1871–1872 | Öl auf Leinwand                    | 42 × 27 cm                          | Privatsammlung                                                                              |
| fehlt | WV 45  | L’entrée du jardin oder Sur le seuil                            | um 1871–1872 | Leinwand                           | 54 × 44 cm                          | Musée Bossuet Meaux (Kriegsverlust)                                                         |
|       | WV 46  | Les oseraies (Ferme en brie)                                    | um 1871–1872 | Öl auf Leinwand                    | 31 × 35 cm                          | Österreichische Galerie Belvedere Wien                                                      |
|       | WV 47  | Petite ferme                                                    | um 1871–1872 | Öl auf Leinwand auf Holz gezogen   | 13 × 15 cm                          | Privatsammlung                                                                              |
|       | WV 48  | Le sentier                                                      | um 1871–1872 | Öl auf Leinwand auf Holz gezogen   | 18 × 24 cm                          | Privatsammlung                                                                              |
|       | WV 49  | Ferme en brie                                                   | um 1871–1872 | Öl auf Leinwand auf Holz gezogen   | 16 × 21 cm                          | Privatsammlung                                                                              |
| fehlt | WV 50  | Cour de ferme                                                   | um 1871–1872 | Öl auf Leinwand auf Holz gezogen   | 14 × 18 cm                          | Privatsammlung                                                                              |
|       | WV 51  | Ferme en brie                                                   | um 1871–1872 | Öl auf Leinwand auf Holz gezogen   | 16 × 26 cm                          | Privatsammlung                                                                              |
| fehlt | WV 52  | Portrait de Madame E. G. (Emmanuel Gonzalès) mère de l’artiste  | um 1873–1874 | Öl auf Leinwand                    | 56 × 46 cm                          | Ackland Art Museum University of North Carolina at Chapel Hill Chapel Hill (North Carolina) |
|       | WV 53  | Le goûter                                                       | um 1873–1874 | Öl auf Leinwand                    | 51 × 33 cm                          | Dallas Museum of Art Dallas                                                                 |
| fehlt | WV 54  | Le départ                                                       | um 1873–1874 | Pastell                            | 41 × 32,5 cm                        | Privatsammlung                                                                              |
|       | WV 55  | Joueuse de harpe                                                | um 1873–1874 | Öl auf Leinwand                    | 41 × 27,5 cm                        | Privatsammlung                                                                              |
|       | WV 56  | La nichée                                                       | 1873–1874    | Pastell                            | 90 × 72 cm                          | Musée d’Orsay Paris                                                                         |
| fehlt | WV 57  | Autoportrait                                                    | um 1873–1874 | Öl auf Leinwand                    | 56 × 46,5 cm                        | Privatsammlung                                                                              |
| fehlt | WV 58  | Cadre de trois petites esquisses                                | um 1873–1874 | Öl auf Leinwand                    | 7,5 × 5 cm 12,5 × 7,5 cm 7,5 × 5 cm | Privatsammlung                                                                              |
|       | WV 59  | Jeune fille aux cerises                                         | um 1873–1874 | Öl auf Leinwand                    | 55 × 46 cm                          | Art Institute of Chicago Chicago                                                            |
|       | WV 60  | Portrait d’une jeune femme                                      | 1873–1874    | Öl auf Leinwand                    | 100 × 81 cm                         | National Museum of Women in the Arts Washington, D.C.                                       |
|       | WV 61  | Une loge aux Italiens                                           | 1874         | Öl auf Leinwand                    | 98 × 130 cm                         | Musée d’Orsay Paris                                                                         |
|       | WV 62  | Le cornet de fleurs                                             | um 1873–1874 | Öl auf Papier auf Leinwand gezogen | 28 × 35,5 cm                        | Privatsammlung                                                                              |
|       | WV 63  | Cerises et groseilles                                           | um 1875–1876 | Öl auf Papier auf Holz gezogen     | 10 × 17 cm                          | Privatsammlung                                                                              |
|       | WV 64  | Dessert                                                         | um 1875–1876 | Öl auf Leinwand                    | 21,3 × 34,4 cm                      | Privatsammlung                                                                              |
|       | WV 65  | Champignons et tomates                                          | um 1875–1876 | Öl auf Karton                      | 13,5 × 33 cm                        | Privatsammlung                                                                              |
| fehlt | WV 66  | Amandes                                                         | um 1875–1876 | Öl auf Leinwand auf Karton gezogen | 13,5 × 33 cm                        | Privatsammlung                                                                              |
|       | WV 67  | Branche de pêches                                               | um 1875–1876 | Öl auf Leinwand                    | 24 × 32 cm                          | Privatsammlung                                                                              |
|       | WV 68  | Pivoines                                                        | um 1875–1876 | Öl auf Leinwand                    | 77 × 61 cm                          | Minneapolis Institute of Arts Minneapolis                                                   |
|       | WV 69  | Sur la plage                                                    | um 1875–1876 | Öl auf Leinwand auf Holz gezogen   | 24 × 31 cm                          | Privatsammlung                                                                              |
|       | WV 70  | Étude à une fenêtre                                             | um 1875–1876 | Öl auf Leinwand                    | 56 × 35 cm                          | Privatsammlung                                                                              |
| fehlt | WV 71  | Le chapeau bleu                                                 | um 1875–1876 | Öl auf Leinwand                    | 15 × 11,5 cm                        | Privatsammlung                                                                              |
|       | WV 72  | Le petit lever                                                  | um 1875–1876 | Öl auf Leinwand                    | 50 × 61 cm                          | Privatsammlung                                                                              |
|       | WV 73  | Dans le parc                                                    | um 1875–1876 | Öl auf Leinwand                    | 41 × 33 cm                          | Museo Soumaya Mexiko-Stadt                                                                  |
|       | WV 74  | En bateau                                                       | um 1875–1876 | Öl auf Leinwand                    | 46,5 × 55 cm                        | Privatsammlung                                                                              |
|       | WV 75  | Dans les blés (Dieppe)                                          | um 1875–1876 | Öl auf Leinwand                    | 46 × 54 cm                          | Privatsammlung                                                                              |
| fehlt | WV 76  | Madame Emmanuel Gonzalès, mère de l’artiste                     | um 1875–1876 | Öl auf Leinwand                    | 10 × 8 cm                           | Privatsammlung                                                                              |
|       | WV 77  | Étude sur la plage                                              | um 1875–1876 | Öl auf Leinwand                    | 26 × 34 cm                          | Privatsammlung                                                                              |
|       | WV 78  | Femme sur la falaise                                            | um 1875–1876 | Öl auf Leinwand                    | 46,5 × 38,5 cm                      | Privatsammlung                                                                              |
| fehlt | WV 79  | Femme et enfant sur la plage                                    | um 1875–1876 | Öl auf Leinwand                    | 50 × 60 cm                          | Privatsammlung                                                                              |
|       | WV 80  | Sur la terrasse (Pontoise)                                      | um 1877–1878 | Öl auf Leinwand                    | 25 × 32 cm                          | Privatsammlung                                                                              |
|       | WV 81  | Le réveil                                                       | um 1877–1878 | Öl auf Leinwand                    | 81,5 × 100 cm                       | Kunsthalle Bremen Bremen                                                                    |
|       | WV 82  | Le sommeil                                                      | um 1877–1878 | Öl auf Leinwand                    | 81 × 100 cm                         | Artizon Museum Tokio                                                                        |
|       | WV 83  | Frère et sœur (Grandcamp)                                       | um 1877–1878 | Öl auf Leinwand                    | 46 × 56 cm                          | National Gallery of Ireland Dublin                                                          |
| fehlt | WV 84  | Vue de Grandcamp, étude                                         | um 1877–1878 | Öl auf Leinwand auf Holz gezogen   | 11,5 × 28 cm                        | Privatsammlung                                                                              |
| fehlt | WV 85  | Bateau en panne (Grandcamp)                                     | um 1877–1878 | unbekannt                          | unbekannt                           | Verbleib unbekannt                                                                          |
| fehlt | WV 86  | Plage de Grandcamp                                              | um 1877–1878 | Öl auf Leinwand                    | 22 × 38 cm                          | Privatsammlung                                                                              |
|       | WV 87  | Bateau à marée basse                                            | um 1877–1878 | Öl auf Leinwand                    | 19 × 26 cm                          | Privatsammlung                                                                              |
| fehlt | WV 88  | Le panier à ouvrage                                             | um 1877–1878 | Pastell auf Leinwand               | 19 × 26 cm                          | Privatsammlung                                                                              |
|       | WV 89  | Pommes d’api                                                    | um 1877–1878 | Öl auf Leinwand                    | 19 × 26 cm                          | Minneapolis Institute of Arts Minneapolis                                                   |
|       | WV 90  | En cachette                                                     | um 1877–1878 | Ölmalerei                          | unbekannt                           | Privatsammlung                                                                              |
|       | WV 91  | Miss et bébé                                                    | um 1877–1878 | Öl auf Leinwand                    | 65 × 82 cm                          | National Gallery of Art Washington, D.C.                                                    |
|       | WV 92  | Le bouquet de violettes                                         | um 1877–1878 | Pastell                            | 24 × 18,5 cm                        | Metropolitan Museum of Art New York                                                         |
|       | WV 93  | La convalescente                                                | um 1877–1878 | Öl auf Leinwand                    | 86,5 × 46,5 cm                      | Ordrupgaard Ordrup                                                                          |
|       | WV 94  | Le compotier                                                    | 1878         | Aquarell                           | 12 × 18 cm                          | Privatsammlung                                                                              |
| fehlt | WV 95  | Portrait de Mademoiselle S... (Sarrasin)                        | um 1878–1879 | Pastell auf Papier                 | 39 × 31 cm                          | Wadsworth Atheneum Hartford (Connecticut)                                                   |
|       | WV 96  | Une mariée                                                      | 1879         | Pastell auf Leinwand               | 46,2 × 38,2 cm                      | Privatsammlung                                                                              |
|       | WV 97  | La demoiselle d’honneur                                         | 1879         | Pastell auf Leinwand               | 45 × 37 cm                          | J. Paul Getty Museum Los Angeles                                                            |
|       | WV 98  | La mariée                                                       | 1879         | Pastell auf Leinwand               | 45 × 37 cm                          | Privatsammlung                                                                              |
|       | WV 99  | La femme en rose                                                | 1879         | Pastell auf Leinwand               | 45 × 37 cm                          | Privatsammlung                                                                              |
|       | WV 100 | La danse, étude pour un éventail                                | um 1879–1880 | Öl auf Leinwand auf Holz gezogen   | 15,5 × 21,5 cm                      | Privatsammlung                                                                              |
| fehlt | WV 101 | Souliers roses                                                  | um 1879–1880 | Öl auf Leinwand auf Holz gezogen   | 26 × 35 cm                          | Privatsammlung                                                                              |
|       | WV 102 | Souliers blancs                                                 | um 1879–1880 | Öl auf Leinwand auf Holz gezogen   | 23 × 32 cm                          | Privatsammlung                                                                              |
| fehlt | WV 103 | Tête d’enfant                                                   | um 1879–1880 | Öl auf Leinwand                    | 35 × 27 cm                          | Privatsammlung                                                                              |
|       | WV 104 | Portrait                                                        | um 1879–1880 | Öl auf Leinwand                    | 25 × 17 cm                          | Privatsammlung                                                                              |
| fehlt | WV 105 | La verre d’eau                                                  | um 1879–1880 | Aquarell                           | unbekannt                           | Privatsammlung                                                                              |
|       | WV 106 | Poisson et moules                                               | um 1879–1880 | Öl auf Holz                        | 20 × 34,5 cm                        | Privatsammlung                                                                              |
| fehlt | WV 107 | Le panier fleuri                                                | 1880         | Öl auf Leinwand                    | 50 × 65 cm                          | Privatsammlung                                                                              |
|       | WV 108 | Sous le berceau (Honfleur)                                      | um 1879–1880 | Pastell                            | 48 × 36 cm                          | Privatsammlung                                                                              |
| fehlt | WV 109 | Négresse                                                        | um 1879–1880 | Kohlezeichnung                     | 34 × 26 cm                          | Privatsammlung                                                                              |
|       | WV 110 | Au bord de la mer (Honfleur)                                    | 1881         | Pastell auf Leinwand               | 45 × 37 cm                          | Privatsammlung                                                                              |
| fehlt | WV 111 | La gouvernante                                                  | um 1880–1882 | Öl auf Leinwand                    | 38 × 46 cm                          | Privatsammlung                                                                              |
| fehlt | WV 112 | Azor (étude)                                                    | um 1880–1882 | Öl auf Leinwand                    | 16 × 21,5 cm                        | Privatsammlung                                                                              |
|       | WV 113 | Roses dans un verre                                             | um 1880–1882 | Öl auf Leinwand                    | 42 × 42 cm                          | Privatsammlung                                                                              |
| fehlt | WV 114 | L’éventail                                                      | um 1880–1882 | Öl auf Leinwand                    | 44 × 58 cm                          | Kohlezeichnung                                                                              |
|       | WV 115 | La lecture au jardin                                            | um 1880–1882 | Pastell auf Leinwand               | 37 × 54 cm                          | Privatsammlung                                                                              |
|       | WV 116 | Sur le galet (Honfleur)                                         | um 1880–1882 | Pastell auf Leinwand               | 38 × 46 cm                          | Privatsammlung                                                                              |
|       | WV 117 | La promenade à âne                                              | um 1880–1882 | Öl auf Leinwand                    | 81 × 100 cm                         | Bristol City Museum and Art Gallery Bristol                                                 |
|       | WV 118 | Le peintre et le modèle                                         | um 1880–1882 | Öl auf Holz                        | 15,5 × 24 cm                        | Privatsammlung                                                                              |
| fehlt | WV 119 | Le jardinet (Honfleur)                                          | um 1880–1882 | Pastell auf Leinwand               | 46 × 38 cm                          | Privatsammlung                                                                              |
|       | WV 120 | Le déjeuner sur l’herbe                                         | um 1880–1882 | Öl auf Leinwand                    | 38 × 46 cm                          | Privatsammlung                                                                              |
|       | WV 121 | Intérieur de modiste                                            | 1882–1883    | Öl auf Leinwand                    | 38 × 46 cm                          | Privatsammlung                                                                              |
|       | WV 122 | L’espagnole oder Portrait de la modiste                         | 1882–1883    | Pastell auf Leinwand               | 45 × 37 cm                          | Museo Soumaya Mexiko-Stadt                                                                  |
|       | WV 123 | Une modiste                                                     | 1882–1883    | Pastell auf Leinwand               | 45 × 37 cm                          | Art Institute of Chicago Chicago                                                            |
| fehlt | WV 124 | Portrait                                                        | ohne Datum   | unbekannt                          | unbekannt                           | Verbleib unbekannt                                                                          |

## Liste weiterer zugeschriebener Werke
Die in der nachfolgenden Liste aufgeführten Werke sind nicht im gedruckten Werkverzeichnis von Sainsaulieu/de Mons enthalten. In der Spalte Beleg finden sich Angaben zur nachträglichen Zuschreibung. Alle anderen Angaben erfolgen entsprechend der Werkliste.
| Bild | Beleg             | Titel (französisch)                                              | Datierung       | Technik                         | Format         | Sammlung, Ort                                   |
| ---- | ----------------- | ---------------------------------------------------------------- | --------------- | ------------------------------- | -------------- | ----------------------------------------------- |
|      | Museumsbesitz     | Portrait d’un jeune homme                                        | 19. Jahrhundert | Öl auf Holz                     | 22,5 × 12,5 cm | Rhode Island School of Design Museum Providence |
|      | 2012 versteigert  | Le bouquet de violettes                                          | um 1865         | Öl auf Leinwand                 | 33,5 × 29,1 cm | Privatsammlung                                  |
|      | 2011 versteigert  | L’alcôve                                                         | um 1875–1878    | Öl auf Leinwand                 | 46,5 × 38,4 cm | Privatsammlung                                  |
|      | 2008 ausgestellt  | Autoportrait                                                     | ohne Angabe     | Öl auf Holz                     | 24 × 17 cm     | Privatsammlung                                  |
|      | 2008 ausgestellt  | Jeanne Gonzalès de profil                                        | im 1865–1870    | Öl auf Holz                     | 16 × 14 cm     | Privatsammlung                                  |
|      | 2017 versteigert  | Fleurs                                                           | unbekannt       | Öl auf Holz                     | 13 × 18,5 cm   | Privatsammlung                                  |
|      | 2016 versteigert  | Sur la plage, Dieppe                                             | um 1875–1880    | Öl auf Leinwand                 | 34,7 × 26,7 cm | Privatsammlung                                  |
|      | 2017 versteigert  | Nature morte au panier renversé et violettes                     | 1881            | Aquarell und Bleistift          | 21,5 × 32 cm   | Privatsammlung                                  |
|      | 2024 versteigert  | Nature morte aux fleurs blanches                                 | unbekannt       | Öl auf Leinwand                 | 16,2 × 27,1 cm | Privatsammlung                                  |
|      | 2024 versteigert  | Peintre dans un jardin                                           | unbekannt       | Öl auf Holz                     | 15,5 × 23,9 cm | Privatsammlung                                  |
|      | 2024 ausgestellt  | Jeanne Gonzalès de profil                                        | im 1875–1876    | Öl auf Leinwand                 | 48,5 × 30,5 cm | Privatsammlung                                  |
|      | 2024 ausgestellt  | Un bol de fruits                                                 | im 1871–1872    | Aquarell                        | 16 × 23 cm     | Privatsammlung                                  |
|      | 2024 versteigert  | Portrait de Madame Georges Haquette, née Cyrilla Montgomery Love | um 1870         | Aquarell                        |                | Musée-Château Dieppe                            |
|      | 2001 ausgestellt. | Nature morte avec melon et plateau d’argent                      | 1878            | Aquarell und Gouache auf Papier | 16 × 24,5 cm   | Privatsammlung                                  |